# 정사사진

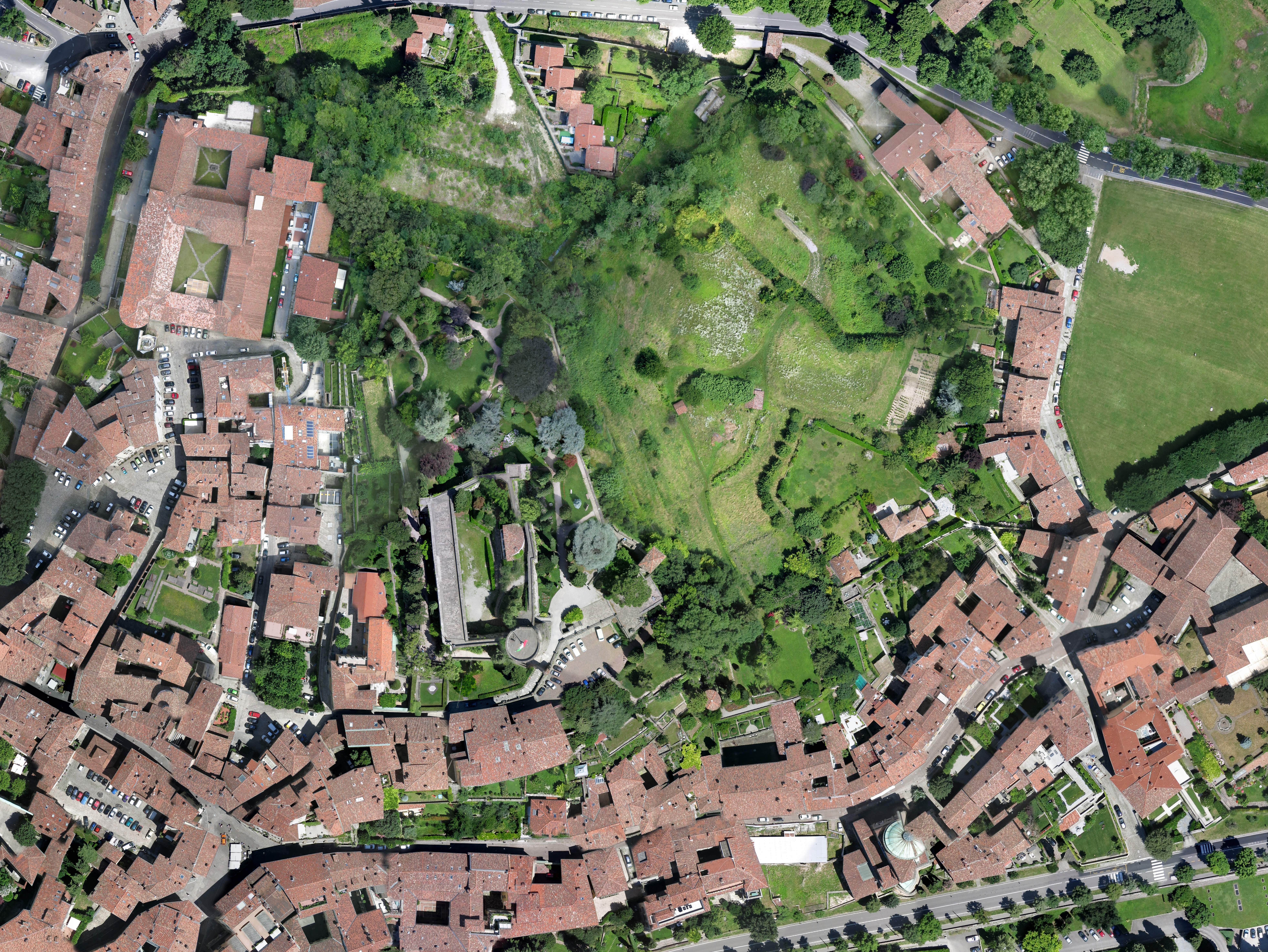
이탈리아 베르가모 알타 시타 지역에서 드론을 통해 찍은 정사사진

정사사진(Orthophoto)은 축척이 균일하도록 기하학적으로 보정("정사")된 항공 사진 또는 위성 사진이다. 즉, 사진이나 이미지는 지정된 지도 투영법을 따른다. 보정되지 않은 항공사진과 달리 정사사진은 지형 기복, 렌즈 왜곡 및 카메라 기울기를 조정하여 지구 표면을 정확하게 표현하기 때문에 실제 거리를 측정하는 데 사용할 수 있다.
정사사진은 GIS(지리 정보 시스템)에서 "정확한 지도" 배경 이미지로 일반적으로 사용된다. 정사보정된 이미지는 "고무판" 정류와는 다르다. 후자가 각 이미지의 여러 지점을 정확하게 찾을 수 있지만 그 사이의 영역을 "늘려" 크기가 이미지 전체에서 균일하지 않을 수 있기 때문이다. 카메라/센서 사이의 다양한 거리와 지면의 여러 지점으로 인한 이미지 왜곡을 수정해야 하므로 정확한 정사사진을 생성하려면 디지털 고도 모델(DEM)이 필요하다. 정사 이미지와 "고무 시트" 이미지는 모두 "지리 참조"되었다고 말할 수 있다. 그러나 전반적인 수정 정확도는 다양하다. 소프트웨어는 정사사진을 표시하고 운영자가 라인워크, 텍스트 주석 또는 지리적 기호(예: 병원, 학교, 소방서)를 디지털화하거나 배치할 수 있도록 허용한다. 일부 소프트웨어는 정사사진을 처리하고 자동으로 라인워크를 생성할 수 있다.
정사사진의 생산은 역사적으로 기계 장치를 사용하여 이루어졌다.
정사보정은 항상 완벽하지는 않으며 특히 고층 건물의 기하학적 구조에 부작용이 있다.

## 같이 보기
- GRASS GIS
- 사진측량
- 사진측량
- 미국 지질조사국